# 都ホテル 岐阜長良川
都ホテル 岐阜長良川（みやこホテル ぎふながらがわ）は、岐阜県岐阜市の長良川河畔に建つシティホテル。近鉄グループの都ホテルズ&リゾーツに加盟し、近鉄・都ホテルズが運営している。

## 概要
地下1階・地上11階建てで、客室数は192室。客室はスタンダード・ダブル・ツイン・パノラマスイート（ジュニアスイートに相当）・ロイヤルスイートで、リバービューの各客室からは金華山の頂上に建つ岐阜城や日本三大清流の1つである清流長良川が望める。1300年の歴史を持ち、全国的に有名な長良川鵜飼の観覧船乗り場も徒歩圏内である。長良川国際会議場に隣接しており、2階の専用通路で連絡している。

## 特徴
外観デザインは屋形船、和傘など岐阜市の伝統的イメージを模し、外壁にはタイルを用いて4枚1組でパターン化させ、長良川の水面の移り変わりを表現。ロビーの噴水には長良川代表する鳥である鵜の銅像を配するなど随所に岐阜を感じるデザインを採用している。設計は日建設計 が担当し、出資母体を反映して建設は竹中工務店に加え近鉄グループ（当時）の大日本土木・名鉄グループの矢作建設工業共同企業体である。

## 施設
- 大浴場
- 宴会場
- 結婚式場
- レストラン
- 室内プール
- フィットネスクラブ
- メンバーズラウンジ
- スーベニアショップ
- 駐車場

## 沿革
1995年7月15日に米国マリオット・インターナショナルのブランドであるルネッサンス・インターナショナル社と提携し、「岐阜ルネッサンスホテル」として開業。
開業当初から近畿日本鉄道（近鉄）と名古屋鉄道（名鉄）との共同運営（運営会社として両社折半の「長良川メッセホテル開発株式会社」）であったが、2003年3月1日に名鉄が岐阜ルネッサンスホテルの運営から撤退し、近鉄側の単独運営とし2004年1月からは「ルネッサンス岐阜ホテル」とした。また、運営会社の長良川メッセホテル開発は解散となった。近畿日本鉄道は2005年12月末をもってルネッサンス・インターナショナル社との提携関係を解消し、近鉄グループのホテル事業会社近鉄ホテルシステムズ（現：近鉄・都ホテルズ）が運営すると発表。2006年1月1日より“都ホテル”の名称を冠して「岐阜都ホテル」としてスタートした。
なお、近鉄グループは元々、長良川畔で「長良川ホテル」を運営していたが、同ホテルが運営していた日本料理レストラン「かいらん亭」は現在当ホテル内にある。長良川ホテルは1969年に岐阜市の要請により同市が運営していた小規模ホテルに経営参画し、翌1970年にホテルを新築して開業したもので、1988年には新館も開業したが2000年に本館は閉鎖、新館も2003年に閉鎖した。また、名鉄グループは当ホテル以外に岐阜市内で「岐阜グランドホテル」を運営している。
2019年4月のブランド再編で、名称を「岐阜都ホテル」から「都ホテル 岐阜長良川」に変更した。2021年3月25日に近鉄グループホールディングスが発表したブラックストーン・グループへの売却対象ホテル8つのうちの1つに含まれ、10月にブラックストーンが過半を出資する会社が所有者となる見通しである。運営は近鉄グループが継続し、施設名・従業員の雇用は維持される予定である。

## 近隣施設
- 岐阜メモリアルセンター
- 長良川国際会議場
- 金華山
- 岐阜城